# Katja Petrowskaja
Katja Petrowskaja est une auteure et journaliste née à Kiev et de langue allemande.

## Biographie
Elle fait des études de slave à l'Université de Tartu, puis aux universités de Stanford et Columbia et en 1998 à l'Université d'État des sciences humaines de Russie. Elle vit à Berlin avec sa famille.

## Prix littéraires
- Prix Strega en 2015.
- Prix Ingeborg-Bachmann.